# Peter Mansfield
Peter Mansfield, FRS, (Lambeth (Londen), 9 oktober 1933 – Nottingham, 8 februari 2017) was een Brits natuurkundige en Nobelprijswinnaar. In 2003 won hij samen met Paul Lauterbur de Nobelprijs voor Fysiologie of Geneeskunde voor hun ontdekkingen op het gebied van de magnetische resonantietomografie.

## Biografie
Mansfield werd geboren als zoon van gasinstallateur Sidney George Mansfield en diens vrouw Rose Lillian. Hij was de jongste van drie broers. Tijdens de Tweede Wereldoorlog werden hij en zijn broers driemaal uit Londen geëvacueerd. Mansfield ging naar de middelbare school in Peckham, maar stopte op zijn 15e met de opleiding om te gaan werken bij een drukker. Via avondschool haalde hij later alsnog zijn diploma's, waarna hij natuurkunde ging studeren aan het Queen Mary College, London. Hij studeerde af met een BSc in 1959 en een PhD in 1962.
Na zijn studie werkte Mansfield twee jaar als postdoc in Illinois. Sinds 1964 werkte Mansfield op het natuurkundedepartement van de Universiteit van Nottingham, eerst als docent en vanaf 1979 als hoogleraar. Tussen 1983 en 1988 was hij werkzaam op het Medical Research Concil (MRC). In 1993 werd hij door de Britse koningin Elizabeth geëerd als Knight Bachelor.

## Werk
Daar waar Lauterbur erin slaagde om behulp van MRI tweedimensionale beelden te maken bedacht Mansfield een wiskundige methode om met behulp van computers het scannen te versnellen en beelden helderder te maken. In 1978 bouwde Mansfield een prototype van een MRI-machine en stapte vrijwillig zelf in de scanner om als eerste persoon een MRI-scan van zijn lichaam te maken.